# Chocolate (cor)

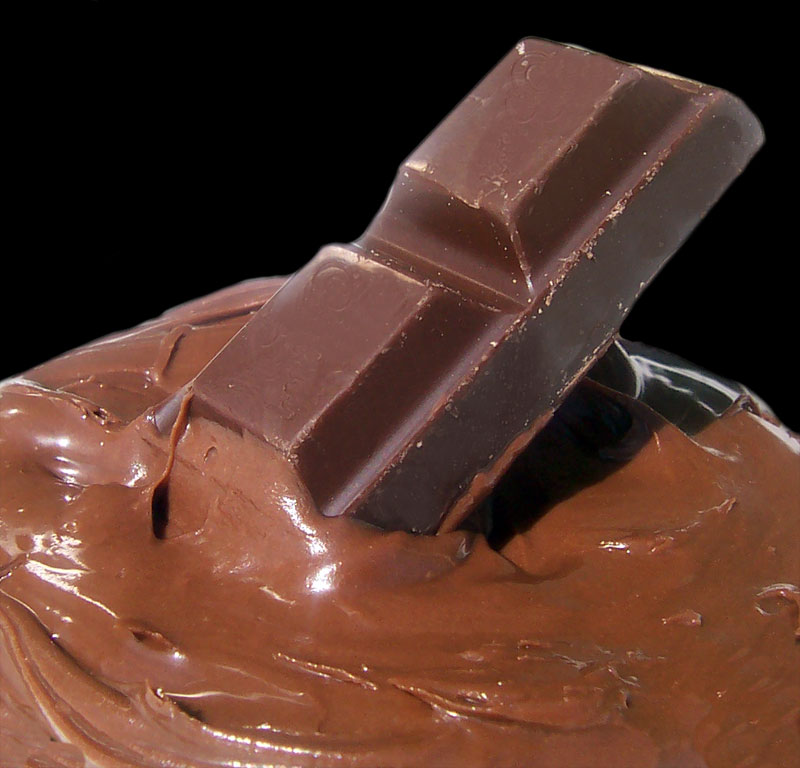
Chocolate derretido e um pedaço de barra de chocolate

A cor chocolate ou marrom cacau é um tom de marrom que lembra o chocolate. À direita é exibida a cor tradicionalmente chamada de chocolate.
O primeiro uso registrado de chocolate como nome de cor em inglês foi em 1737.
Esta cor é uma representação da cor do tipo de chocolate mais comum, chocolate ao leite.

## Etimologia
A palavra chocolate entrou na língua inglesa a partir do espanhol. Como a palavra chegou ao espanhol é menos certo e há várias explicações concorrentes. Talvez a explicação mais citada é a que "chocolate" vem do náuatle, a língua dos Astecas, da palavra "chocolātl", que muitas fontes derivaram da palavra náuatle "xocolātl" composta pelas palavras "xococ" que significa azedo ou amargo, e "ātl" que significa água ou refresco. No entanto, como observou William Bright a palavra "chocolatl" não aparece nas fontes centraiscoloniais mexicana, tornando esta uma derivação improvável. Santamaria dá uma derivação da palavra iucateque "chokol" que significa quente, e do náuatle "atl" que significa água. Mais recentemente Dakin e Wichmann derivam-no de outro termo náuatle, "chicolatl" dos Náuatles oriental que significa "bebida batida". Eles derivam este termo da palavra para palito de espuma, "chicoli".

## Variações do chocolate

### Marrom cacau (web color "chocolate") (chocolate claro)

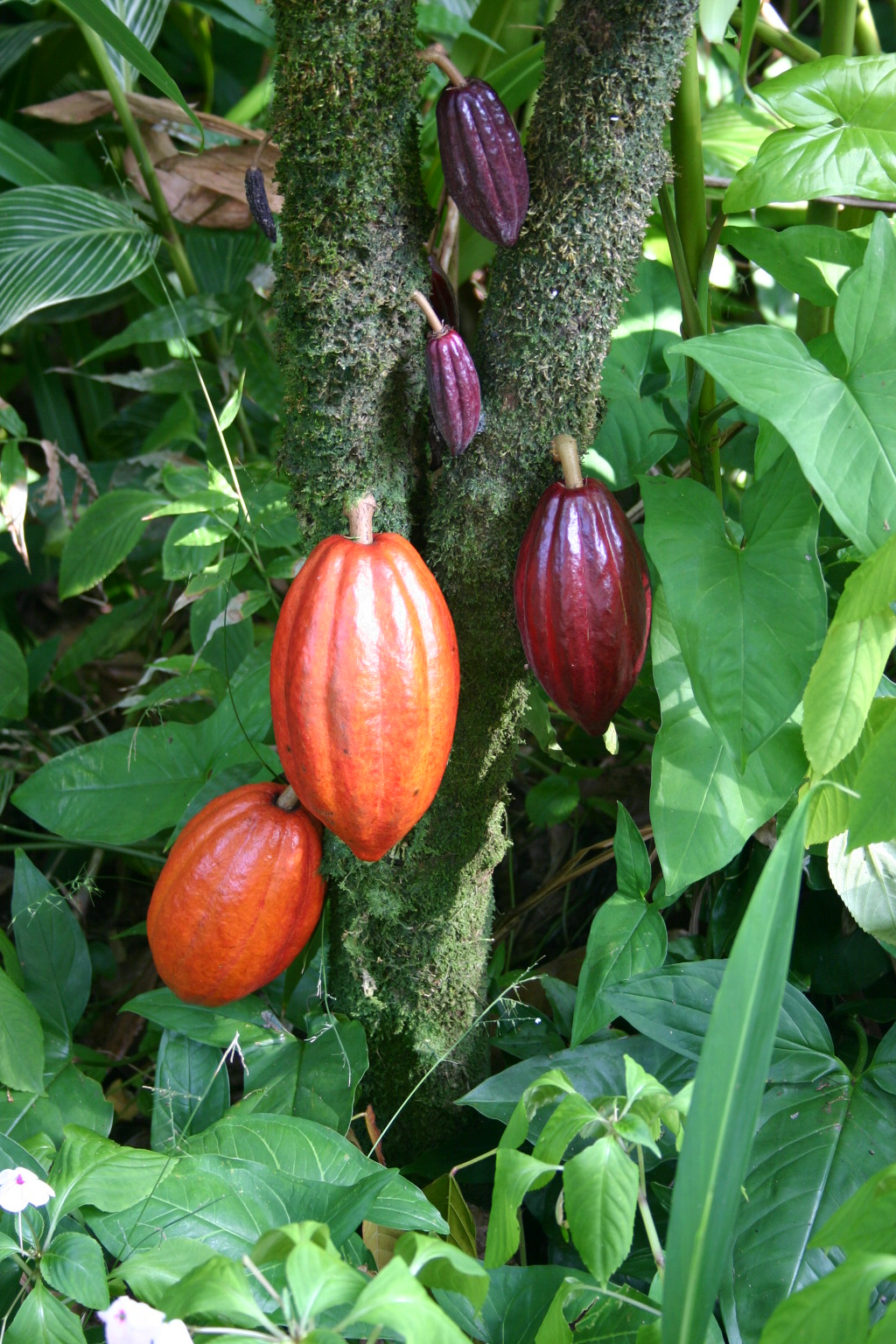
Chocolate é criado a partir do grão de cacau. Um cacaueiro com vagens de grãos de cacau (cheias de grãos de cacau dentro delas) em vários estágios de maturação

O tripleto hexadecimal chamado "chocolate" é exibida à esquerda. Essa cor é, na verdade, a cor da parte externa de uma vagem de cacau verde e não é de forma alguma a cor do chocolate, um produto altamente processado. O nome histórico e tradicional desta cor é marrom cacau.
O primeiro uso registrado de marrom cacau como nome de cor em inglês foi em 1925.

Essa cor também pode ser chamada de chocolate claro ou canela.

## Chocolate na cultura humana

### Animais
- Cães com pelagem marrom escura são considerados de cor chocolate. A raça mais comum é o Labrador Retriever.

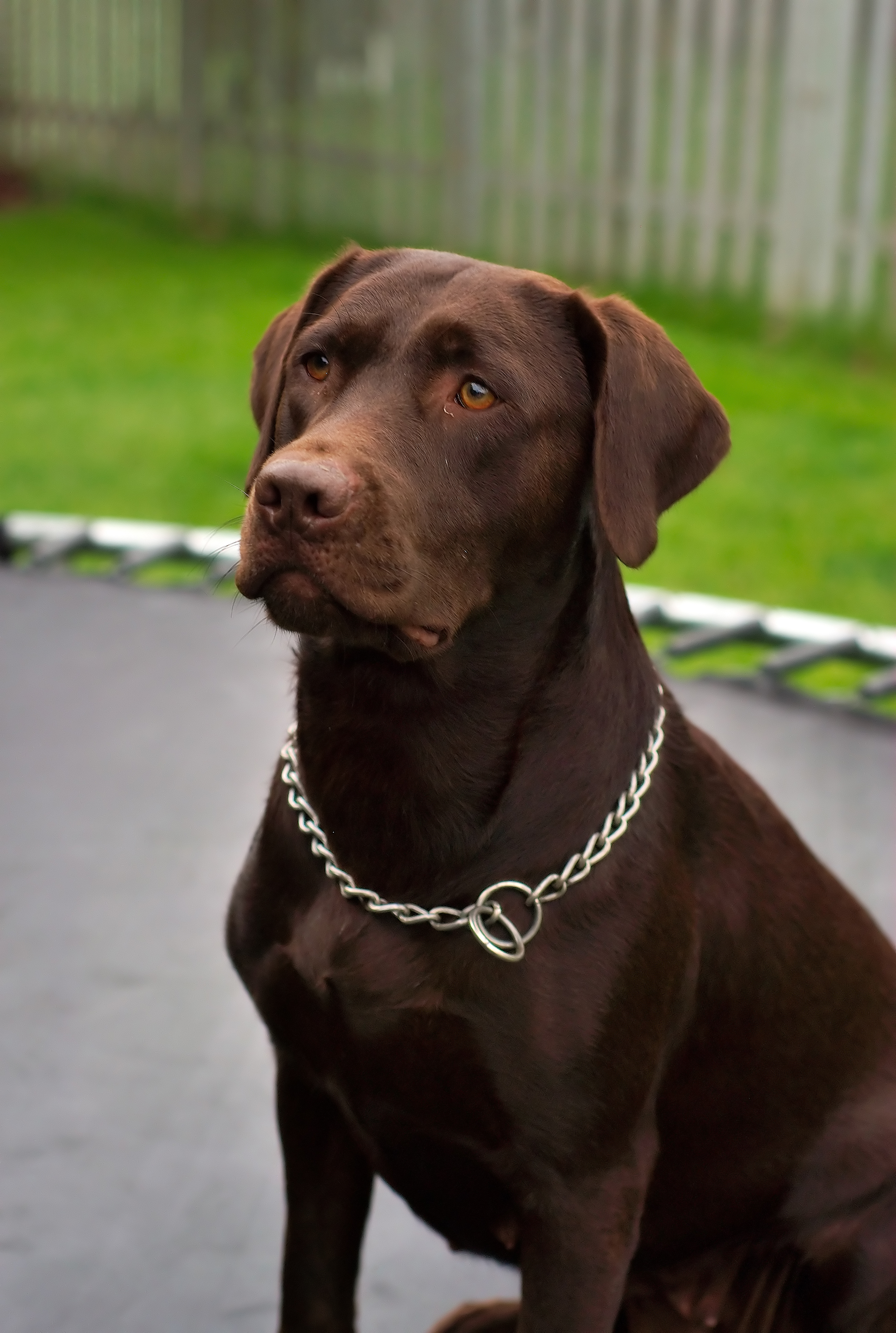
Um Labrador chocolate

### Etnografia
- Cidade de Chocolate é um nome que, desde a década de 1970, tem sido aplicado na gíria inglês afro-americana a Washington, D.C., devido a sua população esmagadoramente afro-americana. Hoje em dia, para se referir a um bairro negro de uma determinada cidade, ou à coletividade de bairros negros em áreas urbanas em toda aAmérica do Norte. O termo também é usado para sites, blogs, etc. projetados para atrair afro-americanos. Por exemplo, a revista Chocolate City é uma revista de estilo de "vida urbano e vida noturna" que apresenta modelos, eventos, entrevistas e fotos com celebridades de Chicago e Oakland, Califórnia.[8]

### Geografia
- As Colinas do Chocolate são localizadas na província de Bojol nas Filipinas.
- As Montanhas de Chocolate é localizada no Condado de Imperial e Condado de Riverside no Deserto do Colorado no sul da Califórnia, uma região da Califórnia no Estados Unidos.
- Há também as Montanhas de Chocolate no Arizona, no Estados Unidos.
- Existe um lago chamado Chocolate Lake na cidade de Halifax, Nova Escócia, no Canadá.

### Música
- The Chocolate Watchband foi um grupo popular de música psicodélica durante o Verão do Amor. (Veja também o Strawberry Alarm Clock)
- Chocolate City é um álbum da banda de funk, Parliament. Tem como tema o amor por Washington, D.C., onde o grupo era particularmente popular.
- Chocolate Starfish foi um grupo australiano de rock com sede em Melbourne, Austrália, que lançou uma série de sucessos no início dos anos 90, antes de se separar em 1998.
- Chocolate Starfish and the Hot Dog Flavored Water é o terceiro álbum da banda de nu metal, Limp Bizkit, lançado em 15 de Outubro de 2000 pela Interscope Records.
- Hot Chocolate foi uma banda britânica popular durante as décadas de 1970 e 1980 e famosa por sua música "You Sexy Thing".

### Esporte
- A cor chocolate faz parte do uniforme de futebol usado na National League inglesa, Sutton United, ao lado do âmbar.

### Televisão
- No programa de TV em 2011, The Playboy Club, Naturi Naughton interpretou Brenda, que busca ser a primeira Playmate afro-americana (o programa se passa no início dos anos 60, e naquela época nenhuma afro-americana ainda havia sido escolhida para ser uma Playmate). Ela se referiu a si mesma no programa como a coelhinha de chocolate.[9]